# Nebria pallipes
Nebria pallipes är en skalbaggsart som beskrevs av Thomas Say 1825. Nebria pallipes ingår i släktet Nebria och familjen jordlöpare. Inga underarter finns listade i Catalogue of Life.